# G-Eazy

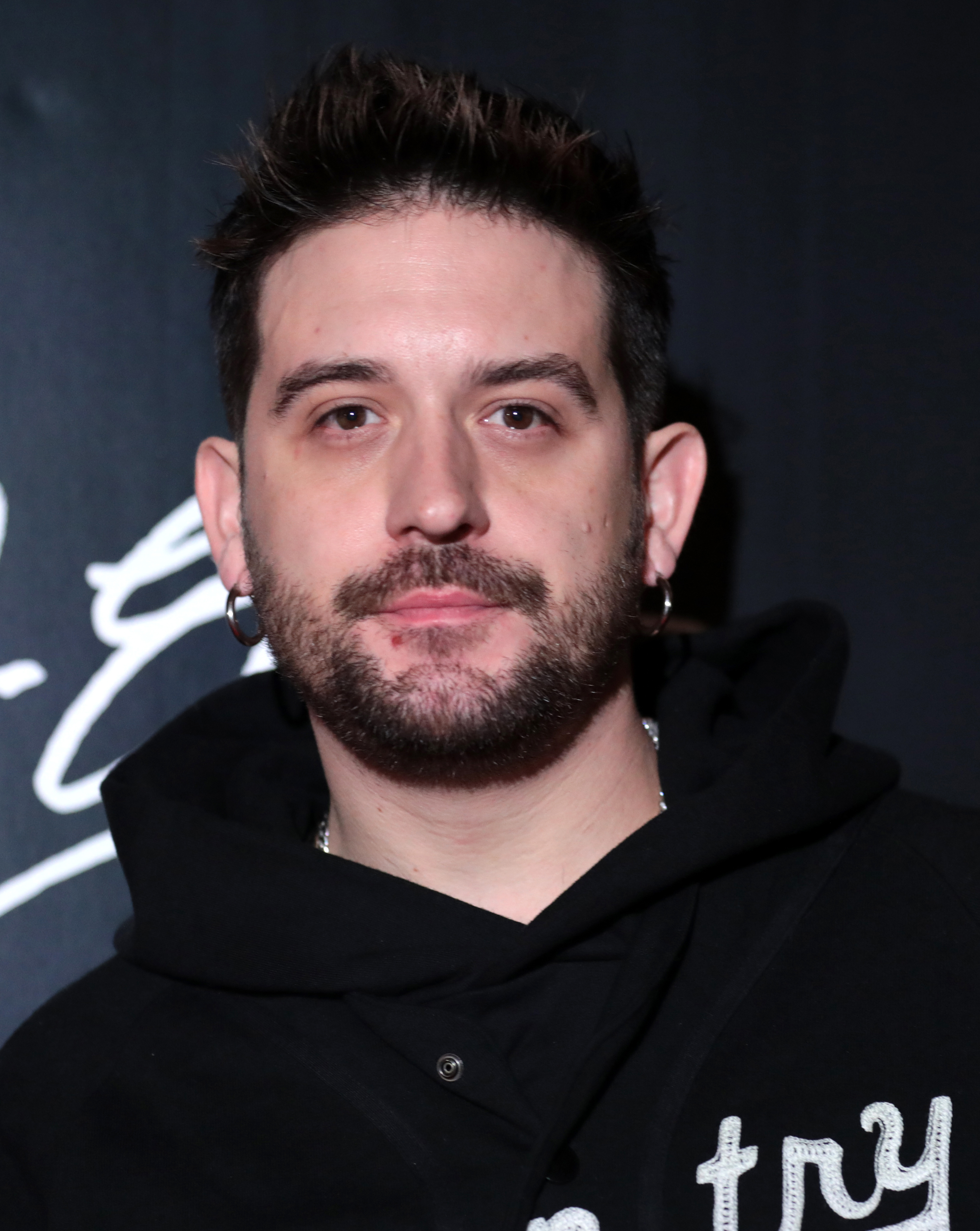
G-Eazy, 2023

G-Eazy (* 24. Mai 1989 in Oakland, Kalifornien; bürgerlich Gerald Earl Gillum) ist ein US-amerikanischer Rapper.

## Leben
Gillums Eltern, ließen sich scheiden, als er in der ersten Klasse war. Als er zwölf Jahre alt war, begann seine Mutter eine Beziehung mit einer Frau. Nach anfänglichen Schwierigkeiten, basierend auf seiner Verwirrung und gleichzeitiger Wut, verstand er sich mit der Lebensgefährtin seiner Mutter immer besser. Kurz darauf fand er sie tot auf; sie war an einer Überdosis Drogen gestorben, die sie wegen einer Depression eingenommen hatte. Gillum verarbeitet diese Erlebnisse in seinem Song Everything Will Be OK (erschienen auf dem Album When It’s Dark Out). Er studierte Music Industries Studies (Musikindustrie-Studien) an der Loyola University New Orleans und absolvierte seinen Bachelor of Arts 2011.
Von September 2017 bis Oktober 2018 war er mit der Sängerin Halsey liiert.

## Karriere

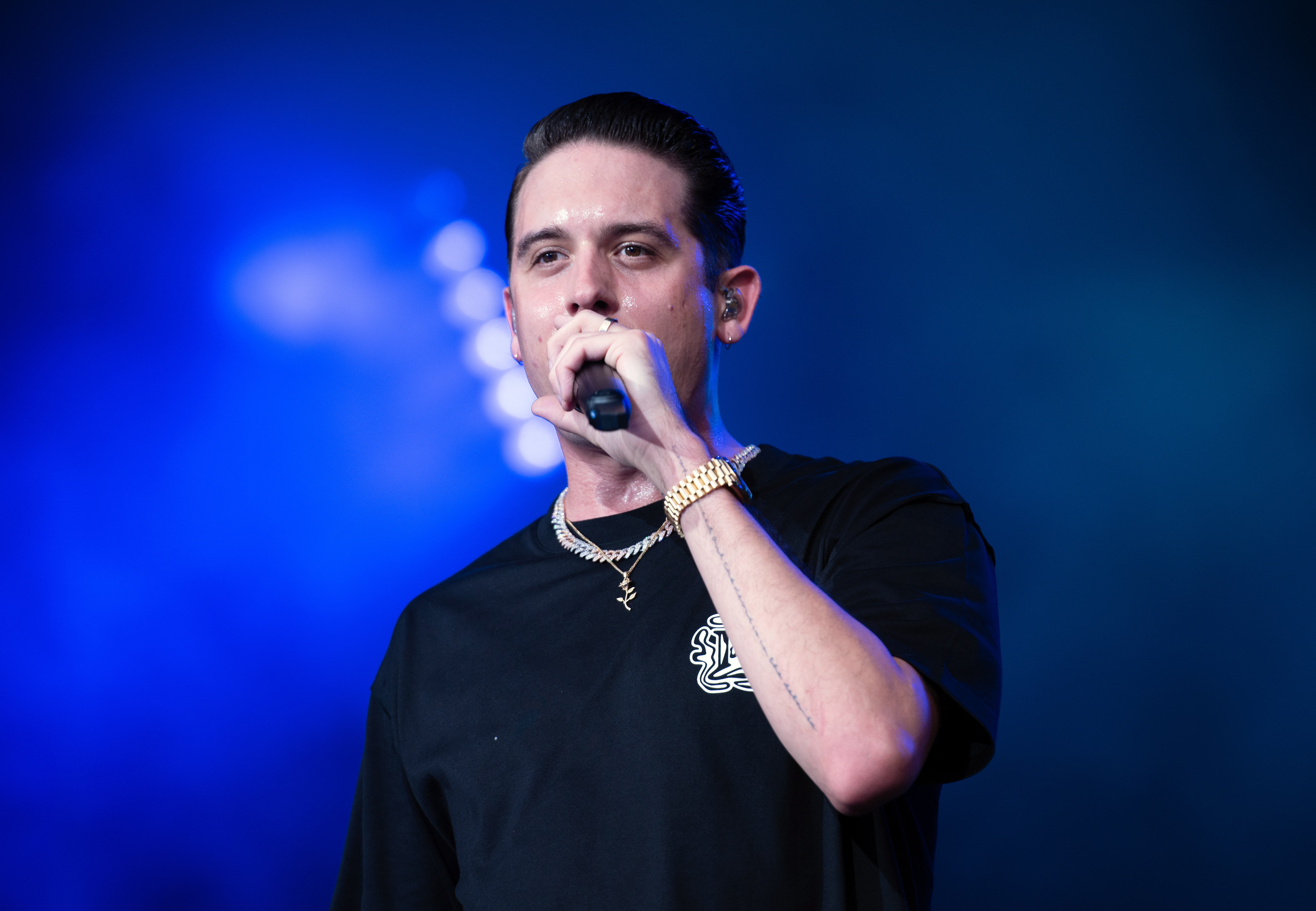
G-Eazy, 2019

Zu Studienzeiten arbeitete G-Eazy mit den Rappern Lil B, Crohn und The Cataracs zusammen. Auf MySpace war er Teil der Gruppe The Bay Boyz, die dort einige erfolgreiche Songs veröffentlicht hatte. 2011 veröffentlichte er sein Mixtape The Endless Summer, das u. a. die Songs Runaround Sue (Coverversion von Dion DiMiuccis 1961er US-Erfolg), Endless Summer und Fried Rice beinhaltete, die mittlerweile insgesamt über 35 Millionen Mal auf Youtube aufgerufen wurden. Im November desselben Jahres begab er sich mit Shwayze auf Tour. My Life Is a Party war im Videospiel Saints Row: The Third enthalten. Sein komplett unabhängig produziertes Album Must Be Nice konnte 2012 Platz 3 in den iTunes-Hip-Hop-Charts erreichen. 2013 begleitete er 2 Chainz und Lil Wayne auf Tour. Am 15. Dezember 2013 trat G-Eazy mit seinen Song Lotta That aus dem Album These Things Happen gemeinsam mit Master Chen B in New York auf, was seinen endgültigen Durchbruch bedeutete.
2014 veröffentlichte er dann sein Studioalbum These Things Happen. Das Musikvideo zu I Mean It generierte auf der Internetplattform Youtube mehr als 700 Millionen Aufrufe (Stand: Oktober 2024). Noch im selben Jahr begab er sich auf die ausverkaufte Tour From the Bay to the Universe, die rund um den Globus ging.
Ende 2015 veröffentlichte er sein zweites großes Studioalbum When It’s Dark out. Der Song Me, Myself and I mit Bebe Rexha kam bis auf Platz 7 in den US-Charts und verzeichnet knapp eine Milliarde Streams auf Spotify. Im Sommer des darauffolgenden Jahres ging er wiederum auf Tour zusammen mit Logic und weiteren Nebenacts (Endless Summer Tour).
Besondere Aufmerksamkeit erregte G-Eazy im Juli 2016 mit der Veröffentlichung der Single Make Me …, bei der er als Gastrapper mit Pop-Sängerin Britney Spears kooperierte. Der Song erreichte in 45 Ländern Platz 1 der iTunes-Pop-Charts.
Ende 2017 veröffentlichte G-Eazy sein drittes großes Studioalbum The Beautiful & Damned. Vor allem Him & I (mit Halsey) und No Limit (mit A$AP Rocky und Cardi B) bekamen große Aufmerksamkeit. Letzteres schaffte es auf Platz 4 der US-Charts. Wie schon die beiden Alben zuvor, erreichte das Album Platin. Anfang des nächsten Jahres begab sich G-Eazy auf die The Beautiful & Damned Tour, die in den Vereinigten Staaten und in Europa stattfand.
Im September 2019 veröffentlichte G-Eazy die EP B-Sides, wobei er in den Monaten zuvor schon mehrere Singleauskopplungen davon veröffentlichte. Diese EP enthält einige der Songs, welche es nicht auf sein für 2020 angekündigtes Album These Things Happen Too schaffen werden.
Im Oktober 2019 veröffentlichte G-Eazy die 8-teilige EP Scary Nights.
Im Februar 2020 veröffentlichte G-Eazy die Single Still Be Friends mit Tory Lanez und Tyga. Das wenige Wochen darauf veröffentlichte Musikvideo wurde in Kooperation mit der Pornografieproduktionsfirma Vixen produziert.
Das im Juli 2020 veröffentlichte Album Everything’s Strange Here war ein Ausflug weg vom Rap, in Richtung Indie Pop. Es erhielt nur mäßig Aufmerksamkeit und war laut G-Eazy eine Sammlung von experimentellen Songs aus der Zeit des Coronavirus-bedingten Lockdowns.
Sein Album These Things Happen Too veröffentlichte er am 24. September 2021.

## Diskografie
Studioalben

| Jahr | Titel Musiklabel                             | Höchstplatzierung, Gesamtwochen, AuszeichnungChartplatzierungen (Jahr, Titel, Musiklabel, Platzierungen, Wochen, Auszeichnungen, Anmerkungen) | Höchstplatzierung, Gesamtwochen, AuszeichnungChartplatzierungen (Jahr, Titel, Musiklabel, Platzierungen, Wochen, Auszeichnungen, Anmerkungen) | Höchstplatzierung, Gesamtwochen, AuszeichnungChartplatzierungen (Jahr, Titel, Musiklabel, Platzierungen, Wochen, Auszeichnungen, Anmerkungen) | Höchstplatzierung, Gesamtwochen, AuszeichnungChartplatzierungen (Jahr, Titel, Musiklabel, Platzierungen, Wochen, Auszeichnungen, Anmerkungen) | Höchstplatzierung, Gesamtwochen, AuszeichnungChartplatzierungen (Jahr, Titel, Musiklabel, Platzierungen, Wochen, Auszeichnungen, Anmerkungen) | Anmerkungen                                                   |
| Jahr | Titel Musiklabel                             | DE | AT | CH | UK | US | Anmerkungen                                                   |
| ---- | -------------------------------------------- | --- | --- | --- | --- | --- | ------------------------------------------------------------- |
| 2009 | The Epidemic LP Selbstverlag                 | — | — | — | — | — | Erstveröffentlichung: 10. Juli 2009                           |
| 2012 | Must Be Nice Selbstverlag                    | — | — | — | — | — | Erstveröffentlichung: 26. September 2012                      |
| 2014 | These Things Happen Selbstverlag             | — | — | — | — | US3 Platin · (138 Wo.)US | Erstveröffentlichung: 23. Juni 2014 Verkäufe: + 1.085.000     |
| 2015 | When It’s Dark Out RCA Records (Sony)        | — | — | CH32 (1 Wo.)CH | UK62 Silber · (1 Wo.)UK | US5 ×2Doppelplatin · (97 Wo.)US | Erstveröffentlichung: 4. Dezember 2015 Verkäufe: + 2.215.000  |
| 2017 | The Beautiful & Damned RCA Records (Sony)    | DE56 (5 Wo.)DE | AT48 (1 Wo.)AT | CH38 (4 Wo.)CH | UK76 (2 Wo.)UK | US3 Platin · (63 Wo.)US | Erstveröffentlichung: 15. Dezember 2017 Verkäufe: + 1.195.000 |
| 2020 | Everything’s Strange Here RCA Records (Sony) | — | — | — | — | US143 (1 Wo.)US | Erstveröffentlichung: 26. Juni 2020                           |
| 2021 | These Things Happen Too RCA Records (Sony)   | — | AT65 (1 Wo.)AT | CH50 (1 Wo.)CH | — | US19 (3 Wo.)US | Erstveröffentlichung: 24. September 2021 Verkäufe: + 40.000   |
| 2024 | Freak Show RCA Records (Sony)                | — | — | — | — | — | Erstveröffentlichung: 21. Juni 2024                           |